# Cedric the Entertainer
Cedric Antonio Kyles (Jefferson City, Misuri; 24 de abril de 1964), más conocido por su nombre artístico Cedric the Entertainer, es un actor y comediante estadounidense. Es conocido por ser la coestrella del sitcom The Steve Harvey Show, y por ser uno de los cuatro cómicos de la película The Original Kings of Comedy.

## Primeros años
Cedric nació en Jefferson City, Misuri, el hijo de Rosetta, una profesora de escuela, y Kitrell Kyles, un empleado de una compañía de ferrocarriles. Tiene una hermana menor, Sharita Kyles Wilson, que es instructora en la Universidad de Misuri en Columbia. Creció en Caruthersville, Misuri, pero tras la escuela secundaria se mudó a Berkeley, Misuri. Cedric se graduó en la Haverhill High School en Haverhill, Massachusetts.

## Carrera
Cedric hizo su primera aparición en TV en It's Showtime at the Apollo. Poco después apareció en Def Comedy Jam y en ComicView. Fue el anfitrión de este show en la temporada 1993-94. En 1994, Cedric ganó el premio "Richard Pryor Cómic del año" de BET.
En 1996 Cedric comenzó a actuar, interpretando al amigo de Steve Harvey, Cedric Harvey Robinson, en el sitcom The Steve Harvey Show. Su carrera de actor creció y empezó a aparecer en películas como Dr. Dolittle 2, Barbershop, Barbershop 2: Back in Business, Ride, Serving Sara, Johnson Family Vacation, Intolerable Cruelty, Man of the House, Lemony Snicket's A Series of Unfortunate Events, Madagascar y Be Cool. En marzo de 2000 dirigió la película Chicago Pulaski Jones, que significó su debut como director. En 2003 Cedric colaboró en la 17.ª canción del álbum "Foundation", de los artistas coreanos Drunken Tiger.
En la película Madagascar, de 2005, Cedric le dio voz a Maurice el aye-aye. En octubre de 2005 Cedric se incorporó a la Champ Car como propietario parcial. Apareció en la película Charlotte's Web poniendo voz a Golly el ganso. Mientras su carrera de actor seguía subiendo, viajó por todo el país como uno de los cabezas de cartel de Kings of Comedy, junto a Steve Harvey, D.L. Hughley y Bernie Mac. Cedric tuvo su propio show de sketches llamado Cedric the Entertainer Presents, pero fue cancelado tras una temporada. Apareció en el videojuego de 2003 Tiger Woods PGA Tour 2004.
Cedric apareció en la película de 2007 Code Name: The Cleaner, una comedia en la que interpreta a Jake, un conserje con amnesia que puede ser un agente secreto del gobierno envuelto en una conspiración de armas ilegales. La película ganó solamente $10.000.000, a pesar de su presupuesto de $20.000.000. En 2008 protagonizó las películas Welcome Home Roscoe Jenkins y Street Kings.
Cedric fue el cómico principal en la cena de corresponsales de la Casa Blanca. Fue admitido en el paseo de la fama de St. Louis el 7 de junio de 2008. Su estrella está localizada en 6166 Delmar.
Cedric the Entertainer fue el invitado especial de WWE Raw el 21 de septiembre de 2009 en Little Rock Arkansas. Durante el show, participó en un combate, venciendo a Chavo Guerrero por cuenta de tres.
El 20 de junio de 2012 se estrenó su sitcom The Soul Man en la cadena de televisión TV Land. El 13 de diciembre de ese año, la serie fue renovada por una segunda temporada.

## Familia
Está casado con Lorna Wells y tienen dos hijos, Croix y Lucky Rose, además de una hija llamada Tiara de una relación anterior.

## Filmografía
| Año  | Título                                          | Personaje              | Notas                |
| ---- | ----------------------------------------------- | ---------------------- | -------------------- |
| 1998 | Ride                                            | Bo                     | Primer papel en cine |
| 2000 | Big Momma's House                               | El reverendo           |                      |
| 2000 | The Original Kings of Comedy                    | Él mismo               |                      |
| 2001 | Kingdom Come                                    | Rev. Beverly H. Hooker |                      |
| 2002 | Serving Sara                                    | Ray Harris             |                      |
| 2002 | Barbershop                                      | Eddie                  |                      |
| 2002 | Ice Age                                         | Carl                   |                      |
| 2003 | Intolerable Cruelty                             | Gus Petch              |                      |
| 2004 | Barbeshop 2: Back in Business                   | Eddie                  |                      |
| 2004 | Johnson Family Vacation                         | Nate Johnson           |                      |
| 2004 | Lemony Snicket's A Series of Unfortunate Events | Constable              |                      |
| 2005 | Be Cool                                         | Sin LaSalle            |                      |
| 2005 | Madagascar                                      | Maurice (Voz)          |                      |
| 2005 | Man of the House                                | Percy Stevens          |                      |
| 2005 | The Honeymooners                                | Ralph Kramden          |                      |
| 2006 | Charlotte's Web                                 | Golly                  |                      |
| 2007 | Code Name: The Cleaner                          | Jake Roger             |                      |
| 2007 | Talk to Me                                      | "Nighthawk" Bob Terry  |                      |
| 2008 | Welcome Home Roscoe Jenkins                     | Clyde Stubbs           |                      |
| 2008 | Street Kings                                    | Winston "Scribble"     |                      |
| 2008 | Madagascar 2: Escape de África                  | Maurice (Voz)          |                      |
| 2008 | Cadillac Records                                | Willie Dixon           |                      |
| 2010 | Chicago Pulaski Jones                           | Detective              |                      |
| 2011 | Larry Crowne                                    | Lamar                  |                      |
| 2012 | Madagascar 3: Europe's Most Wanted              | Maurice (Voz)          |                      |
| 2013 | A Haunted House                                 | Padre Doug Williams    |                      |
| 2013 | Aviones                                         | Leadbottom (voz)       |                      |
| 2014 | Planes: Fire & Rescue                           | Leadbottom (voz)       |                      |
| 2014 | Top Five                                        | Jazzy Dee              |                      |
| 2015 | Wild Card                                       | Pinchus                |                      |
| 2024 | Outlaw Posse                                    | Horatio                |                      |
| 2024 | Unfrosted                                       | Stu Smiley             |                      |

## Televisión
| Año  | Título                                      | Personaje                   | Notas                      |
| ---- | ------------------------------------------- | --------------------------- | -------------------------- |
| 1987 | It's Showtime at the Apollo                 |                             | Primer papel en televisión |
| 1992 | Def Comedy Jam                              |                             |                            |
| 1992 | ComicView                                   |                             |                            |
| 1996 | The Steve Harvey Show                       | Cedric J. Robinson          |                            |
| 2001 | The Proud Family                            | Tío Bobby Proud             |                            |
| 2002 | Cedric the Entertainer Presents             |                             |                            |
| 2007 | The Boondocks                               |                             |                            |
| 2008 | The Penguins of Madagascar                  | Maurice                     |                            |
| 2009 | Un-broke: What You Need To Know About Money |                             |                            |
| 2009 | WWE Raw                                     | Invitado anfitrión especial |                            |
| 2009 | Wild 'n Out                                 | Invitado especial           |                            |
| 2009 | Merry Madagascar                            | Maurice                     |                            |
| 2011 | It's Worth What?                            | Él mismo                    | Presentador                |
| 2011 | Take Two with Phineas & Ferb                | Él mismo                    |                            |
| 2011 | Hot in Cleveland                            | Reverendo Boyce             |                            |
| 2012 | The Soul Man                                | Reverendo Boyce Ballentine  | Protagonista               |
| 2012 | 2 Broke Girls                               | Darius                      |                            |